# دیوید مک‌گلدریک
دیوید مک‌گلدریک (انگلیسی: David McGoldrick؛ زادهٔ ۲۹ نوامبر ۱۹۸۷) بازیکن فوتبال اهل بریتانیا است.
از باشگاه‌هایی که در آن بازی کرده‌است می‌توان به باشگاه فوتبال ساوت‌همپتون، باشگاه فوتبال ای‌اف‌سی بورنموث، باشگاه فوتبال ناتینگهام فارست، باشگاه فوتبال کاونتری سیتی، باشگاه فوتبال پورت ویل، باشگاه فوتبال ایپسویچ تاون، باشگاه فوتبال شفیلد ونزدی، و باشگاه فوتبال نوتس کانتی اشاره کرد.
وی همچنین در تیم ملی فوتبال جمهوری ایرلند بازی کرده‌است.